# Pilot (Glee)
 For alternative betydninger, se Pilot (flertydig). (Se også artikler, som begynder med Pilot)
"Pilot" er pilotepisoden af tv-serien Glee, som havde premiere på Fox den 19. maj 2009.  En udvidet udgave blev sendt den 2. september 2009. Showet fokuserer på en high school showkor, også kendt som en Glee Club. Serien foregår på den fiktive William McKinley High School i Lima i Ohio. Pilotepisoden viser dannelsen af klubben og introducerer hovedpersonerne. Episoden blev instrueret af seriens skaber Ryan Murphy, og skrevet af Murphy, Brad Falchuk og Ian Brennan. Murphy valgt musikken til episoden, med den hensigt at opretholde en balance mellem showtunes og hits.
Episoden opnåede 9.619 millioner amerikanske seere ved den første udsendelse,  og 4,2 millioner da den udvidede version blev vist i USA. Den kritiske respons var blandet. The New York Timess Alessandra Stanley fremhæver at episoden er uoriginal og har stereotype karakterer, men roser skuespillernes talent. The Daily Newss David Hinckley mente, at showet var ufuldkommen og usandsynlig, men "potentielt var hjertevarm", mens USA Todays Robert Bianco noterede at skuespillerne og tonen havde problemer, men kommenteret positivt på showets humor og musikalske forestillinger. Mary McNamara fra LA Times skrev, at showet havde en bred publikumsappel, og kalder det: "det første show i lang tid, der er bare har almindelig fuld gas, ingen-skyldig-fornøjelse-rationaliseringer-nødvendigt sjovt."

## Plot
Spansklærer Will Schuester (Matthew Morrison) erfarer, at Sandy Ryerson (Stephen Tobolowsky), lederen af William McKinley High Schools Glee Club er blevet fyret for upassende seksuel adfærd over for en mandlig studerende Hank Saunders (Ben Bledsoe). Skolelederen Figgins (Iqbal Theba), giver Will tilladelse til at overtage klubben, og han har planer om at genoplive den. Han navngiver gruppen New Directions. Klubben består af Rachel Berry (Lea Michele), divaen Mercedes Jones (Amber Riley), flamboyant kontratenor Kurt Hummel (Chris Colfer), kørestolsbrugerne og elektrisk guitar spillende Artie Abrams (Kevin McHale) og goth'en Tina Cohen-Chang (Jenna Ushkowitz). Will indsats er forhånet af Sue Sylvester (Jane Lynch), leder af skolens succesfulde cheerleading hold, Cheerios, der snart planer om at afskaffe koret, for at genoprette hendes pengefinanser til forkælet Cheerios. Hans kone Terri (Jessalyn Gilsig) er også ikke-støttende, hvilket tyder på, der han skal være revisor til at øge deres indkomst og skal opgive undervisning. Rachel truer med at forlade klubben, hvis Will ikke kan finde en mandlig vokalist med talent som kan sammenlignes med hendes. Skolens fodboldtræner Ken Tanaka (Patrick Gallagher) tillader Will, at forsøge at rekruttere fodboldet medlemmer, til gengæld for at han lagde et godt ord ind for Emma for ham (fordi Ken kan lide hende), hvor Will opdager at quarterback'en Finn Hudson (Cory Monteith) er hemmeligt en talentfuld sanger. Han planter marihuana i Finns skab, og afpresser ham til at deltage i koret. Finn, der er fast besluttet på ikke at skuffe sin mor, opfylder Wills ønske.
Will tager New Directions hen for at se Vocal Adrenaline, en rivaliserende klub, performe. Han er ledsaget af Emma Pillsbury (Jayma Mays), skolens vejleder, der har et crush på ham. Vocal Adrenaline udføre en imponerende gengivelse af Amy Winehouse's "Rehab", der efterlader New Directions bekymrede for deres chancer for at konkurrere til det regionale showkorskonkurrence.

## Produktion

### Koncept
Ryan Murphy, Brad Falchuk og Ian Brennan skabte Glee. Murphy hentede inspiration fra hans egen barndom, hvor han spillede hovedrollen i hele sin high schools musicals. Brennan og producer Mike Novick var også stærkt involveret i deres egne skolers kor.  Brennan skrev oprindeligt et manuskript til en Glee film, men Murphy troede konceptet ville fungere bedre som en tv-serie.  Fox afhentede seriens Pilot inden for 15 timer efter modtagelsen af manuskriptet, som Murphy tilskrives delvist succes for kanalens American Idol, kommenterer: "Det gav mening for netværket med det største hit i tv, der er musikalsk, til at gøre noget i den genre".  Murphys hensigt med showet var med en form for eskapisme, og forklarer: "Der er så meget i tv lige nu om folk med kanoner, eller sci-fi, eller advokater. Dette er en anden genre, er der intet som det på de netværk og kabel. Alt er så mørkt i verden lige nu, det er derfor 'Idol' virkede. Den er ren eskapisme."  Med hensyn til Glee's publikum, regner Murphy det for at være et familieshow, som vil appellere til såvel voksne som børn, med voksne figurer i hovedrollen lige ved siden af de teenage-emner.  Glees handling foregår i Lima, Ohio. Murphy valgte en Midtvesten indstilling, da han selv stammer fra Indiana, og mindes barndommens besøg til Ohio til Kings Island Temapark.  Showet er faktisk filmet på Paramount Studios i Hollywood. 

### Musik
Episoden har coverversioner af mange sange sunget på skærmen af karakterne. Der er musicalsegmenter i form af forestillinger, i modsætning til de karakter der synger spontant, da hensigten er, at serien forbliver reality-baseret.  Murphy har kommenteret, at hans interesse lå i at skabe en "postmoderne musical", snarere end "laver et show, hvor folk bryder ud i sang", der trækker på formatet af filmen Chicago. Murphy er ansvarlig for at udvælge alle de anvendte sange og stræber efter at opretholde en balance mellem showmelodier og hits: "Jeg ønsker, at der at være noget for alle i hver episode. Det er en tricky mix, men det er meget vigtigt - balancering af det." 
Songs fremhævede i pilot er "Where is Love?" fra Oliver! , Aretha Franklins "Respect", "Mister Cellophane" fra musicalen Chicago, Katy Perrys "I Kissed a Girl", "On My Own" fra Les Misérables", "Sit Down, You're Rockin' the Boat" fra Guys and Dolls, "You're the One That I Want" fra Grease, REO Speedwagons "Can't Fight This Feeling", Amy Winehouse's "Rehab" og "Don't Stop Believin' og "Lovin' touchin' Squeezin'" fra Journey.  Directors cut versionen indeholder også et akustisk gengivelse af John Denver's "Leaving on a Jet Plane". Murphy var overrasket over den lethed, hvormed brugen af sange blev godkendt af pladeselskaberne og forklarede: "Jeg tror, at nøglen til det er, de elskede tonen i det, de elskede at dette show var om optimisme og unge børn, for det meste, at genfortolke deres klassikere til et ny publikum." Episoden byder på a cappella coverversioner af instrumentale sange fra The Swingle Singers. Danserutiner blev koreograferet af Zach Woodlee.
Fire af de sange, der var fremhævede i episoden blev udgivet som singler , til rådighed for digital download. "On My Own" opnåede en plads som nummer 42 i Irland og 73 i Storbritannien,  og "Can't Fight This Feeling" opnåede en plads som nummer 117 i Storbritannien.  "Rehab" opnåede en plads som nummer 93 på hitlisterne i Australien,  38 i Irland, 62 i Storbritannien og 98 i Amerika.  "Don't Stop Believin'" nåede en plads som nummer 2 i Storbritannien, 4 i Amerika, 50 i Canada, 5 i Australien, 4 i Irland og 16 i New Zealand.  Den solgte 177.000 eksemplarer i USA i sin første uge,. Sangen blev certificeret guld med 500.000 salg i USA i oktober 2009, og nåede en million i salg og blev platincertificering i marts 2011. Det har også været certificeret med platin i Australien 

### Casting
Til karakterne til Glee søgte Murphy skuespillere, der kunne identificere sig med hovedrollerne i teatralske roller. I stedet for at bruge traditionelle auditions, tilbragte han tre måneder på Broadway, hvor han fandt Morrison, som tidligere havde medvirkede i Hairspray og The Light in the Piazza, Michele, der medvirkede i Spring Awakening og Ushkowitz fra Broadway opsætningen af The King and I. Rollen som Rachel blev skrevet specielt til Michele.  Colfer havde ingen tidligere erhvervserfaring, men mindede Ryan om karakteren Kurt fra The Sound of Music, og han blev således castet som Kurt Hummel.  Han gik oprindeligt til audition til rollen som Artie med sangen "Mr. Cellophane", men Murphy var så imponeret af hans præstationer, at rollen som Kurt blev skabt til ham.  Colfer kommenterede hans casting: "Jeg er så glad for at være en del af noget, der er så nyt og anderledes, og som der er brug for på dette tidspunkt. Det er godt at have noget positivt, især for børn i de mindre byer, som jeg selv, der har brug for en lille opmuntring. Det er sandt, kan være berømte - selvom der ingen penge er tilbage i verden " 